# Jouy-le-Moutier
Jouy-le-Moutier és un municipi francès, situat al departament de Val-d'Oise i a la regió de l'Illa de França.
Forma part del cantó de Cergy-2, del districte de Pontoise i de la Comunitat d'aglomeració de Cergy-Pontoise.